# 時事ジャーナル

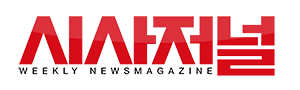
時事ジャーナル

時事ジャーナル（朝鮮語: 시사저널）は、 1989年10月20日創刊の時勢報道的な週刊誌。「誰が韓国を動かしている?」特集を毎年の創刊記念号で発表。韓国社会の流れを追っている。また国会議員や総合病院の採点・評価を掲載するなど、韓国初となる「評価ジャーナリズム」を展開した。2006年6月15日に引き起こされたサムスン関連記事削除問題に際し、記者のストライキと職場閉鎖が起こり、一部の記者は分裂し「時事IN」を創立して独立した。

## サムスン関連記事削除問題
2006年 6月15日 、サムスングループ側から電話依頼を受け、時事ジャーナル社長クム・チャンテがサムスン関連記事の撤回を指示。イ・ユンサム編集長（当時）ら編集部は拒否。するとクム社長は、直接印刷所に掛け合って記事を削除、サムスンの広告に差し替えさせた。6月23日イ・ユンサム編集長が辞表を提出して即受理され、8月14日にチャン・ヨンヒ取材チーム長が無期停職処分を受けた。さらに9月10日ユン・ムヨウン記者が3ヶ月停職、 2007年1月17日にはベク・スンギ写真チーム長が無期停職、同2月7日にはゴ・ジェヨル記者が無期停職となった。記者24人のうち、つごう17人が懲戒処分を受けている。事態勃発から6月後、編集部はストライキを決行、会社はすぐさま職場閉鎖を断行。1年余りの間、「編集権の独立性」を要求しストライキを継続した。結局、ストライキに参加した記者22人は会社と決別し、 2007年 8月29日 「時事IN」（시사인）を創刊するにいたった。